# Krásno (Repubblica Ceca)
Krásno (in tedesco Schönfeld) è una città della Repubblica Ceca facente parte del distretto di Sokolov, nella regione di Karlovy Vary.
Una famiglia Tabili era il feudatario della città